# トンデラハウスの大冒険
『トンデラハウスの大冒険』（トンデラハウスのだいぼうけん）または『タイム教室　トンデラハウスの大冒険は、テレビ東京系列局ほかで放送されていたタツノコプロ製作のテレビアニメである。全52話。テレビ東京とテレビ大阪では1982年4月5日から1983年3月28日まで、毎週月曜日の17:55 - 18:25枠 （日本標準時）にて放送。
いのちのことば社がメインスポンサーを務めていた、聖書アニメの第2弾（俗に言うタツノコ聖書3部作）。『アニメ親子劇場』に続いて企画・制作された。

## あらすじ
ハカセが作成した家型タイムマシン、「トンデラハウス」に迷い込んだゲンたち。しかし、事故で1世紀の世界にタイムスリップしてしまう。ゲンたちは壊れたトンデラハウスを直しつつ、偶然出逢ったイエス・キリストと彼の弟子たちの生涯を追うこととなる。

## 登場人物
安土 ゲン
声 - 間嶋里美
夏山 カンナ
声 - 高木早苗
待夢時男博士（ハカセ）
声 - 安原義人
カンデンチン
声 - 頓宮恭子
ツク坊
声 - 秋山るな
イエス・キリスト
声 - 筈見純
アロン
声 - 中野聖子
ペテロ
声 - 千田光男
イエスの弟子。
ヨハネ
声 - 村山明
イエスの弟子。
アンデレ
声 - 小野丈夫
イエスの弟子。

## スタッフ
- 制作 - 吉田健二
- 企画 - 柳川茂
- 監修 - 島村亀鶴（富士見町教会名誉牧師、明治学院院長）
- 音楽 - 高田弘、千代正行
- チーフ・ディレクター - 樋口雅一
- キャラクター・デザイン - 福岡元
- タイトルデザイン - 杉爽
- 作画監督 - 椛島義夫、山崎猛
- 基本設定 - 阿部幸次
- 美術設定 - 大山哲史
- 美術ボード - 石津節子
- プロデューサー - 谷口肇、井上明
- 原画 - 向中野義雄、竹内留吉 他
- 動画 - 東海林真一、中村美子 他
- 編集 - 井上和夫、越野寛子
- 録音制作 - ザックプロモーション
- 効果 - 加藤昭二（アニメサウンドプロダクション）
- 音響ディレクター - 福永莞爾
- 録音 - 中村修
- アシスタント - 柴田善一
- 製作協力 - スタジオ古留美
- 現像 - 東京現像所
- 制作担当 - 内間稔、石川清司（読売広告社）、米田和正、福田紀夫（スタジオ古留美）
- 製作 - タツノコプロ

## 放映リスト
2006年7月13日に全10巻でDVD化されている。
| 話数 | 放映日        | サブタイトル               | 脚本                  | 絵コンテ   | 演出       |
| ---- | ------------- | -------------------------- | --------------------- | ---------- | ---------- |
| 1    | 1982年 4月5日 | 紀元前にトンデラハウス     | 酒井あきよし          | 樋口雅一   | 藤みねお   |
| 2    | 4月12日       | 赤ちゃん危機一髪           | 筒井ともみ            | 矢沢則夫   | 高須賀勝己 |
| 3    | 4月19日       | 祭りに消えた少年           | 樋口雅一 佐藤和男     | 樋口雅一   | 藤みねお   |
| 4    | 4月26日       | またまた不時着! 川の中     | 筒井ともみ            | 藤みねお   | 藤みねお   |
| 5    | 5月3日        | サタンの誘惑               | 久保田圭司            | 野田作樹   | 高須賀勝己 |
| 6    | 5月10日       | 悪徳商人の陰謀             | 酒井あきよし          | 矢沢則夫   | 藤みねお   |
| 7    | 5月17日       | 百人隊長の秘密             | 筒井ともみ            | 藤みねお   | 藤みねお   |
| 8    | 5月24日       | 呪いの誕生パーティー       | 酒井あきよし          | 矢沢則夫   | 高須賀勝己 |
| 9    | 5月31日       | 生き返った娘               | 高橋良子              | 樋口雅一   | 藤みねお   |
| 10   | 6月7日        | 5000人の給食               | 佐藤和男 酒井あきよし | 西牧秀夫   | 頓寺羽宇須 |
| 11   | 6月14日       | 王様から借金した男         | 久保田圭司            | 小泉太郎   | 高須賀勝己 |
| 12   | 6月21日       | 欲張りな金持ち             | 酒井あきよし 森田信子 | 樋口雅一   | 藤みねお   |
| 13   | 6月28日       | 一番えらいのは誰だ         | 高橋良子              | 藤みねお   | 藤みねお   |
| 14   | 7月5日        | 墓から出てきた男           | 酒井あきよし 森田信子 | 矢沢則夫   | 高須賀勝己 |
| 15   | 7月12日       | 町中の嫌われ者             | 筒井ともみ            | 西牧秀夫   | 頓寺羽宇須 |
| 16   | 7月19日       | 土の中に埋めた金           | 佐藤和男              | 矢沢則夫   | 高須賀勝己 |
| 17   | 7月26日       | 迷子になった羊             | 酒井あきよし          | 矢沢則夫   | 高須賀勝己 |
| 18   | 8月2日        | 奇跡の水がめ               | 酒井あきよし          | 藤みねお   | 藤みねお   |
| 19   | 8月9日        | 小犬とパンくず             | 酒井あきよし          | 矢沢則夫   | 高須賀勝己 |
| 20   | 8月16日       | 二つの銅貨                 | 筒井ともみ            | 樋口雅一   | 藤みねお   |
| 21   | 8月23日       | なまけ者の裁判官           | 酒井あきよし 森田信子 | 北里陽     | 高須賀勝己 |
| 22   | 8月30日       | 天国と地獄                 | 久保田圭司            | 小泉太郎   | 高須賀勝己 |
| 23   | 9月6日        | 悪霊の恐怖                 | 酒井あきよし          | 西牧秀夫   | 頓寺羽宇須 |
| 24   | 9月13日       | 帰ってきたおじいちゃん     | 筒井ともみ            | 藤みねお   | 高須賀勝己 |
| 25   | 9月20日       | 屋根から来た男             | 久保田圭司            | 矢沢則夫   | 高須賀勝己 |
| 26   | 9月27日       | 生き返った息子             | 佐藤健光              | 田代文夫   | 田代文夫   |
| 27   | 10月4日       | いのちの水                 | 高橋良子              | 矢沢則夫   | 高須賀勝己 |
| 28   | 10月11日      | 池の水が動いた日           | 佐藤和男              | 樋口雅一   | 高須賀勝己 |
| 29   | 10月18日      | 石を投げるのは誰だ         | 筒井ともみ            | 西牧秀夫   | 頓寺羽宇須 |
| 30   | 10月25日      | 70人の弟子                 | 酒井あきよし          | 樋口雅一   | 高須賀勝己 |
| 31   | 11月1日       | 山上の変貌                 | 佐藤和男              | 矢沢則夫   | 高須賀勝己 |
| 32   | 11月8日       | 真夜中のパン               | 高橋良子              | 福原悠一   | 岡嶋国敏   |
| 33   | 11月15日      | 四粒の種                   | 樋口雅一 佐藤和男     | 樋口雅一   | 樋口雅一   |
| 34   | 11月22日      | ぶどう園のいちじく         | 森田信子              | 小泉太郎   | 高須賀勝己 |
| 35   | 11月29日      | ロバに乗った王様           | 酒井あきよし          | 高須賀勝己 | 高須賀勝己 |
| 36   | 12月6日       | 大祭司の悪だくみ           | 高橋良子              | 矢沢則夫   | 高須賀勝己 |
| 37   | 12月13日      | 香油のかおり               | 佐藤健光              | 西牧秀夫   | 西山祐次   |
| 38   | 12月20日      | 裏切るのはあなただ         | 酒井あきよし          | 矢沢則夫   | 岡嶋国敏   |
| 39   | 12月27日      | 総督の苦悩                 | 久保田圭司            | 田代文夫   | 高須賀勝己 |
| 40   | 1983年 1月6日 | いばらの冠                 | 高橋良子              | 矢沢則夫   | 高須賀勝己 |
| 41   | 1月10日       | どくろの丘                 | 樋口雅一              | 樋口雅一   | 樋口雅一   |
| 42   | 1月17日       | ひらいた墓                 | 酒井あきよし          | 矢沢則夫   | 高須賀勝己 |
| 43   | 1月24日       | 網いっぱいの魚             | 酒井あきよし          | 矢沢則夫   | 岡嶋国敏   |
| 44   | 1月31日       | 天使と脱獄                 | 高橋良子              | 高須賀勝己 | 高須賀勝己 |
| 45   | 2月7日        | ヘロデ王の最後             | 久保田圭司            | 小泉太郎   | 高須賀勝己 |
| 46   | 2月14日       | 光の中の不思議な声         | 佐藤和男              | 矢沢則夫   | 西山祐次   |
| 47   | 2月21日       | とけた鎖                   | 森田信子              | 剣まさむね | 岡嶋国敏   |
| 48   | 2月28日       | 窓から落ちた少年           | 佐藤健光              | 矢沢則夫   | 高須賀勝己 |
| 49   | 3月7日        | 囚人船難破事件             | 高橋良子              | 高須賀勝己 | 高須賀勝己 |
| 50   | 3月14日       | マムシに噛まれた男         | 佐藤和男              | 矢沢則夫   | 西山祐次   |
| 51   | 3月21日       | 逃げてきた召使             | 酒井あきよし          | 岡嶋国敏   | 岡嶋国敏   |
| 52   | 3月28日       | やっと戻れたトンデラハウス | 酒井あきよし          | 岡嶋国敏   | 高須賀勝己 |

## 主題歌
オープニングテーマ - 「トンデラハウスの大冒険」
作詞 - 伊藤アキラ / 作曲 - 中村勝彦 / 編曲 - 高田弘 / 歌 - 藤本房子
エンディングテーマ - 「冒険ハート」
作詞 - 伊藤アキラ / 作曲 - 伊藤薫 / 編曲 - 高田弘 / 歌 - 奥畑由美
この2曲を収録したEP盤が、ビクター音楽産業から発売された。「トンデラハウスの大冒険」が2019年6月12日に発売された「青春ラジメニア　30周年記念アルバム　アニソン縦横無尽　ひねくれの帰還」にて初CD化

## 放送局
系列は放送当時。出典が提示してあるものを除き、放送日時は1982年12月中旬 - 1983年1月上旬時点（岩手放送と四国放送については本放送終了後に放映された日時）のものとする。
| 放送対象地域   | 放送局         | 系列                          | 放送日時                                                                | 備考                                                      |
| -------------- | -------------- | ----------------------------- | ----------------------------------------------------------------------- | --------------------------------------------------------- |
| 関東広域圏     | テレビ東京     | テレビ東京系列                | 月曜 17:55 - 18:25                                                      | 製作局                                                    |
| 大阪府         | テレビ大阪     | テレビ東京系列                | 月曜 17:55 - 18:25                                                      |                                                           |
| 北海道         | 札幌テレビ     | 日本テレビ系列                | 土曜 18:00 - 18:30                                                      | 放送期間：1982年5月8日 - 1983年5月7日                     |
| 青森県         | 青森放送       | 日本テレビ系列 テレビ朝日系列 | 金曜 17:15 - 17:45                                                      |                                                           |
| 岩手県         | 岩手放送       | TBS系列                       | 木曜 17:00 - 17:30                                                      | 現・IBC岩手放送。 本放送終了後、1984年 - 1985年頃に放送。 |
| 秋田県         | 秋田テレビ     | フジテレビ系列 テレビ朝日系列 | 土曜 16:45 - 17:15                                                      |                                                           |
| 山形県         | 山形テレビ     | フジテレビ系列                | 金曜 17:30 - 18:00                                                      |                                                           |
| 宮城県         | 仙台放送       | フジテレビ系列                | 金曜 16:30 - 17:00                                                      |                                                           |
| 福島県         | 福島テレビ     | TBS系列 フジテレビ系列        | 火曜 16:50 - 17:20（1983年3月まで） 火曜 17:00 - 17:30（1983年4月から） |                                                           |
| 新潟県         | テレビ新潟     | 日本テレビ系列                | 月曜 17:45 - 18:15                                                      |                                                           |
| 長野県         | 長野放送       | フジテレビ系列                | 金曜 17:30 - 18:00                                                      |                                                           |
| 静岡県         | テレビ静岡     | フジテレビ系列                | 金曜 16:30 - 17:00                                                      |                                                           |
| 富山県         | 富山テレビ     | フジテレビ系列                | 金曜 17:20 - 17:50                                                      | 1983年4月13日最終回は水曜 17:20 - 17:50にて放送。         |
| 石川県         | 石川テレビ     | フジテレビ系列                | 金曜 16:55 - 17:25                                                      |                                                           |
| 福井県         | 福井テレビ     | フジテレビ系列                | 金曜 17:25 - 17:55                                                      |                                                           |
| 中京広域圏     | 東海テレビ     | フジテレビ系列                | 金曜 16:00 - 16:30                                                      |                                                           |
| 京都府         | 京都放送       | 独立局                        | 水曜 18:30 - 19:00                                                      |                                                           |
| 兵庫県         | サンテレビ     | 独立局                        | 水曜 17:55 - 18:25                                                      |                                                           |
| 和歌山県       | テレビ和歌山   | 独立局                        | 金曜 18:30 - 19:00                                                      |                                                           |
| 島根県・鳥取県 | 山陰中央テレビ | フジテレビ系列                | 月曜 17:00 - 17:30                                                      |                                                           |
| 岡山県・香川県 | 岡山放送       | フジテレビ系列                | 金曜 17:00 - 17:30                                                      |                                                           |
| 広島県         | テレビ新広島   | フジテレビ系列                | 月曜 16:30 - 17:00                                                      |                                                           |
| 徳島県         | 四国放送       | 日本テレビ系列                | 月曜 17:30 - 18:00                                                      | 本放送終了後、1984年 - 1985年頃に放送。                   |
| 愛媛県         | テレビ愛媛     | フジテレビ系列                | 水曜 17:25 - 17:55                                                      |                                                           |
| 福岡県         | 福岡放送       | 日本テレビ系列                | 金曜 17:00 - 17:30                                                      |                                                           |
| 佐賀県         | サガテレビ     | フジテレビ系列                | 金曜 17:00 - 17:30                                                      |                                                           |
| 長崎県         | テレビ長崎     | フジテレビ系列 日本テレビ系列 | 火曜 17:30 - 18:00                                                      |                                                           |
| 熊本県         | テレビ熊本     | フジテレビ系列 テレビ朝日系列 | 水曜 17:00 - 17:30                                                      | 1982年4月28日-1983年4月27日                               |
| 鹿児島県       | 鹿児島テレビ   | フジテレビ系列 日本テレビ系列 | 火曜 17:30 - 18:00                                                      | 1982年9月まではテレビ朝日系列とのトリプルネット局。       |
| 沖縄県         | 沖縄テレビ     | フジテレビ系列                | 月曜 17:30 - 18:00                                                      |                                                           |